# Nikolaj Aleksandrovič Berdjaev
Nikolaj Aleksandrovič Berdjaev (in russo Никола́й Алекса́ндрович Бердя́ев?; Kiev, 18 marzo [6 marzo] 1874 – Clamart, 24 marzo 1948) è stato un filosofo e scrittore russo.
Dissidente anticomunista, espulso dalla Russia dai Bolscevichi nel 1922, emigrò in Francia, dove visse fino alla morte.
Soprannominato "il filosofo della libertà", fu uno dei maggiori esponenti dell'esistenzialismo e dell'anarchismo cristiano.

## Biografia

### La formazione
Berdjaev nacque a Kiev il 18 marzo 1874 in una famiglia dell'aristocrazia militare russa. Trascorse un'infanzia solitaria nella sua casa, costruendosi disordinatamente una cultura attraverso la biblioteca di suo padre; appena quattordicenne lesse Hegel, Schopenhauer e Kant, eccellendo nelle lingue straniere.
Scelta la carriera intellettuale, si iscrisse all'Università di Kiev nel 1894. Strinse amicizia con altri giovani intellettuali di Kiev, come Lev Šestov e Sergej Djagilev, e presto fu contagiato dai fervori rivoluzionari dell'intellighenzia studentesca.

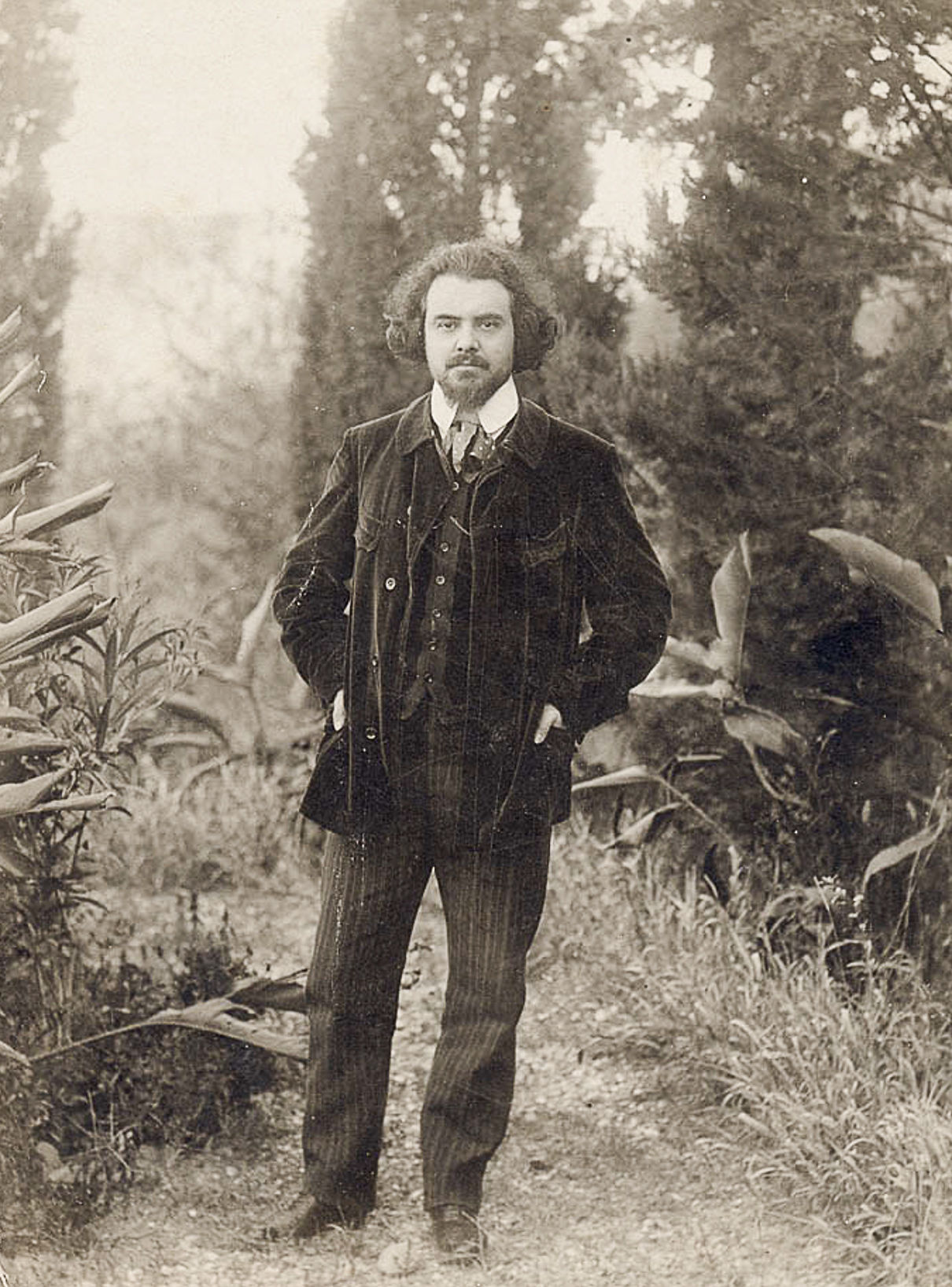
Berdjaev nel 1912

### L'attività intellettuale
Divenuto marxista, nel 1898 fu arrestato durante una dimostrazione studentesca ed espulso dall'università. In seguito al suo coinvolgimento in attività illegali fu condannato, con una sentenza relativamente mite per gli standard del tempo, a tre anni di confino nella Russia centrale.
Nel 1904 si trasferì con la moglie a San Pietroburgo, allora capitale e centro culturale (e rivoluzionario) principale della Russia. Si immerse nei dibattiti intellettuali e spirituali, spostando la sua posizione dal marxismo radicale a una maggior attenzione alla filosofia e alla spiritualità.
Pur essendo un fervente cristiano ortodosso, non risparmiò le critiche alla Chiesa istituzionale; nel 1913 attaccò duramente il sinodo della Chiesa ortodossa russa, venendo per questo accusato di blasfemia. Per aver aderito a circoli socialdemocratici e al programma di Struve, Berdjaev viene deportato nel nord della Russia, prima a Vologda (1901) e successivamente a Žitomir (1903).

### I contrasti con i Bolscevichi
Berdjaev non poteva accettare il regime dei Bolscevichi, sia per il loro autoritarismo, sia per il predominio dello Stato sulla libertà dell'individuo. Comunque, durante il primo periodo rivoluzionario continuò a tenere lezioni e a scrivere.
Nel 1922 il governo bolscevico espulse quindici prominenti intellettuali, e Berdjaev tra loro. Di notte, venne prelevato a casa sua dalla polizia bolscevica, messo su una nave a Riga e mandato in esilio. Non si trattava né di sostenitori del passato regime zarista né di quello bolscevico, ma semplicemente di contestatori di ogni forma autoritaria di governo. Difendevano la libertà individuale contro la dittatura bolscevica, lo sviluppo spirituale, l'etica cristiana e un pensiero sostenuto dalla ragione e guidato dalla fede. Egli iniziò quindi a pensare che ogni sistema di pensiero che riduce la persona a una struttura economica e sociale, come il bolscevismo, la nega e crea i presupposti per la dittatura.

### L'esilio
In un primo momento Berdjaev e gli altri espulsi dal regime comunista ripararono a Berlino, ma presto le difficili condizioni economiche e politiche dalla Germania postbellica indussero lui e la moglie a trasferirsi a Parigi (1923).
Nella capitale francese Berdjaev fondò un'accademia, elaborò il suo pensiero, tenne lezioni e scrisse, lavorando per uno scambio di idee con la comunità intellettuale francese.
Durante la seconda guerra mondiale e l'occupazione tedesca della Francia Berdjaev continuò a scrivere libri che sarebbero stati pubblicati dopo la guerra, alcuni postumi. Durante l'esilio francese scrisse una quindicina di libri, inclusi i suoi lavori più importanti.
Berdjaev morì al tavolo di lavoro nella sua casa di Clamart, presso Parigi, il 24 marzo 1948.

## Il pensiero

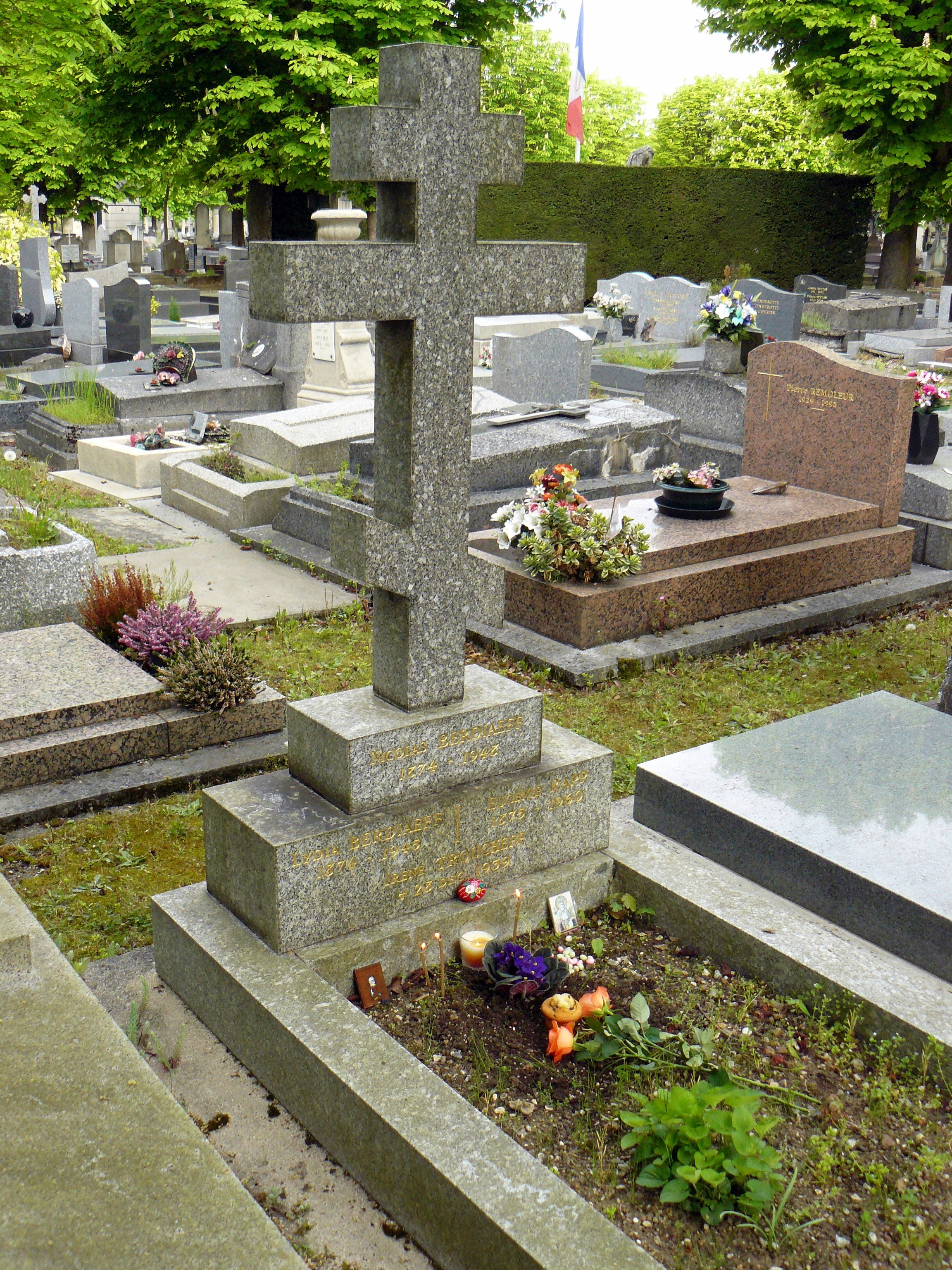
Tomba di Berdjaev al cimitero di Clamart, Hauts-de-Seine

La filosofia di Berdjaev è una delle più profonde affermazioni dell'esistenzialismo cristiano e risente significativamente dell'influsso dell'opera di Fëdor Michajlovič Dostoevskij. In particolare, la lettura della leggenda del Grande Inquisitore (che compare ne I fratelli Karamàzov sotto forma di racconto pensato da Ivan ed esposto ad Alëša) è stato un passo fondamentale per il filosofo russo in quanto inserisce nella sua filosofia della storia, caratterizzata da una visione teologica ed escatologica, la riflessione sulla libertà. E in questo ambito va inserita anche l'amicizia con il filosofo Vasilij Rozanov.
Al centro dalla sua riflessione si trovano i concetti di creazione e di libertà, in opposizione a una "società collettivizzata e meccanizzata", alla ricerca di una via diversa da quelle indicate dal prometeismo rivoluzionario del marxismo e dal trionfo di un individualismo che separava spiritualità e giustizia sociale.
Influenzò numerosi pensatori, ma il suo lavoro fu spesso oggetto di controversie. Le sue opere furono lette principalmente nei circoli della filosofia esistenzialista e della teologia ortodossa. Nell'ambito della ricezione italiana va segnalata la scuola di Luigi Pareyson che attraverso l'opera di Giuseppe Riconda, Sergio Givone e di Alessandro Di Chiara mette in luce gli aspetti estetici e filosofico-religiosi della filosofia berdjaeviana.

## Opere principali
- La libertà cristiana (1911; trad. it. Il ramo 2008);
- Religione e filosofia (1911; trad.it. Il ramo 2010);
- Il senso della creazione. Saggio per una giustificazione dell'uomo (1916; trad. it. Jaca Book 1994);
- La concezione di Dostoevskij (1923; trad. it. Einaudi 2002);
- Nuovo Medioevo (1923; trad. it. Fazi 2004);
- Filosofia dello spirito libero. Problema e apologia del cristianesimo (1927; trad. it. San Paolo 1997);
- Il destino dell'uomo (1931);
- Cristianesimo e guerra di classe (1931);
- Gli spiriti della rivoluzione russa (1931; trad. it. Bruno Mondadori 2001);
- Solitudine e società (1934];
- Il pensiero borghese (1934);
- Verità e rivelazione (1937; trad. it. Rosenberg & Sellier 1996);
- Schiavitù e libertà dell'uomo (1939; trad. it. Bompiani 2010);
- L'inizio e la fine (1941);
- L'uomo e la tecnica (1948; trad it. Il ramo 2005);
- Autobiografia spirituale (1949; trad. it. Jaca Book 2006).